# Arijan Komazec
Arijan Komazec, född 23 januari 1970 i Zadar, dåvarande SR Kroatien i Jugoslavien, är en kroatisk basketspelare som tog OS-silver 1992 i Barcelona. Detta var första gången som Kroatien deltog som självständig nation. Han har bland annat spelat för laget KK Zadar.